# Software wiki
Il software wiki è un tipo di software collaborativo che opera su un sistema wiki, e che permette generalmente di creare e modificare pagine Web con un semplice browser. Il software è implementato solitamente tramite uno script lato server attivo su uno o più web server; i contenuti sono invece conservati in un database RDBMS, anche se alcune implementazioni usano invece il file system del server.
Il primo sistema di questo tipo fu messo a punto da Ward Cunningham nel 1995, basato sul linguaggio standard Wiki Markup Language che fu anche adottato dal sito Wiki Wiki Web.
Data la relativa semplicità del concetto wiki nel corso degli anni sono nate numerose implementazioni, dai più semplici hack che implementano solo la funzionalità di base ai più sofisticati Content Management System. La differenza principale fra i wiki e i CMS più sofisticati è che il software wiki si concentra piuttosto sui contenuti, a discapito della possibilità di controllare nei dettagli il layout offerta da altri CMS come ad esempio Drupal, WebGUI, e a discapito di caratteristiche non compatibili con il concetto wiki, come gli articoli e i blog di Titiwiki.
Il software wiki può essere inteso come il complesso del software necessario per operare un sistema wiki, che può comprendere un web server come Apache oltre allo stesso motore wiki che implementa la tecnologia wiki. In alcuni casi, come in ProjectForum o in alcuni WikiServer, il web server e il motore wiki sono combinati insieme in un sistema integrato per facilitare l'installazione.
La maggior parte dei motori sono Open Source, spesso disponibili sotto la GNU General Public License (GPL); i progetti maggiori come TWiki e il motore di Wikipedia, MediaWiki, vengono sviluppati in collaborazione. Molti software wiki sono altamente modulari e forniscono API che permettono ai programmatori di sviluppare nuove caratteristiche senza bisogno di fare esperienza con l'intero codebase.
È difficile stabilire quali siano i motori wiki più comuni, anche se un'ipotetica lista potrebbe comprendere UseModWiki, TWiki, MoinMoin, PmWiki e MediaWiki. Alcuni di questi motori sono elencati più in basso, per altri motori vedere c2:WikiEngines (in inglese).
Alcuni tipi di software wiki non sono concepiti per il lavoro collaborativo, ma per il semplice content management oppure per l'organizzazione di informazioni personali. Ne sono un esempio AcroWiki per PalmOS, Tomboy e Zim Wiki per Linux, ConnectedText e wikidPad per Windows e ZuluPad per macOS e Windows.